# Камен-Бряг
Ка́мен-Бряг (болг. Камен бряг) — село в Добрицькій області Болгарії. Входить до складу общини Каварна.

## Природа, відпочинок
Камен Бряг — хороше місце відпочинку для любителів «напівдикого відпочинку». Селище розташоване на височезному березі, вкритому степовою рослинністю без жодного дерева. До моря можна спуститись по доволі крутим стежинам. При заходженні в море на відпочивальника можуть чекати дві небезпеки: спочатку гостре, розкидане хаотично каміння, а потім слизьке каміння, відшліфоване морськими хвилями. Під час купання не дивно буде біля себе побачити змію, яка плаває в морі й не звертає уваги на людину. Іноді в морі можна побачити дельфінів. У кам'янистому морському березі є природні печери, у яких деколи проживають відпочивальники. Із деяких тріщин берега тонко просочується струмені природного газу, які деякі відпочивальники запалюють. Якщо йти берегом моря на південь, за кілька годин можна дійти до мису Каліакра. За два кілометри на південь від Камен Бряга розташований Національний археологічний заповідник «Яйлата» — приморська тераса площею 45,3 га, на території якої розташоване печерне місто на 101 житло, датоване V столітті до н. е.; три кладовища, висічених в скелі, III–V століття; невеличка рання візантійська фортеця, побудована в кінці V століття та інші історико-археологічні пам'ятки.

## Населення
Населення зайняте сільським господарством і влітку можна придбати свіжі кавуни, дині чи помідори прямо в господаря. Для перевезення сільськогосподарської продукції та в інших цілях деякі жителі села користуються возами, запряженими кіньми.
За даними перепису населення 2011 року у селі проживали 56 осіб, усі — болгари.
Розподіл населення за віком у 2011 році:
Динаміка населення:

## Галерея

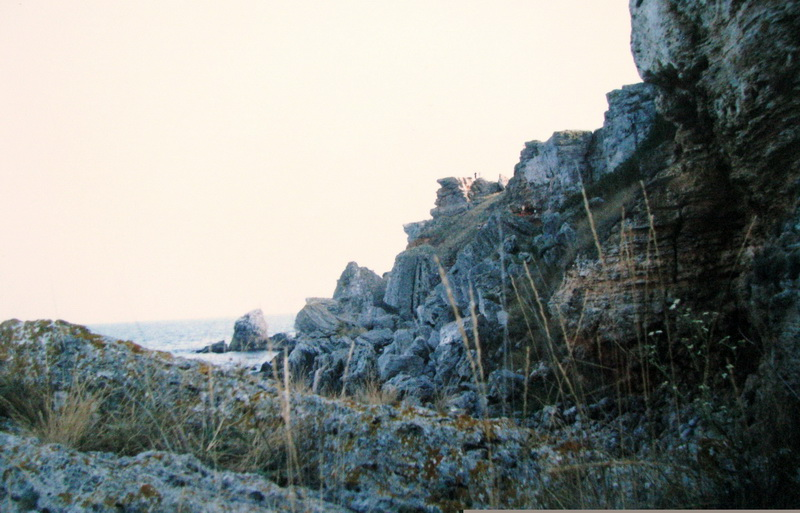
Берег біля Камен-Бряга із заселеною відпочивальниками печерою вдалині
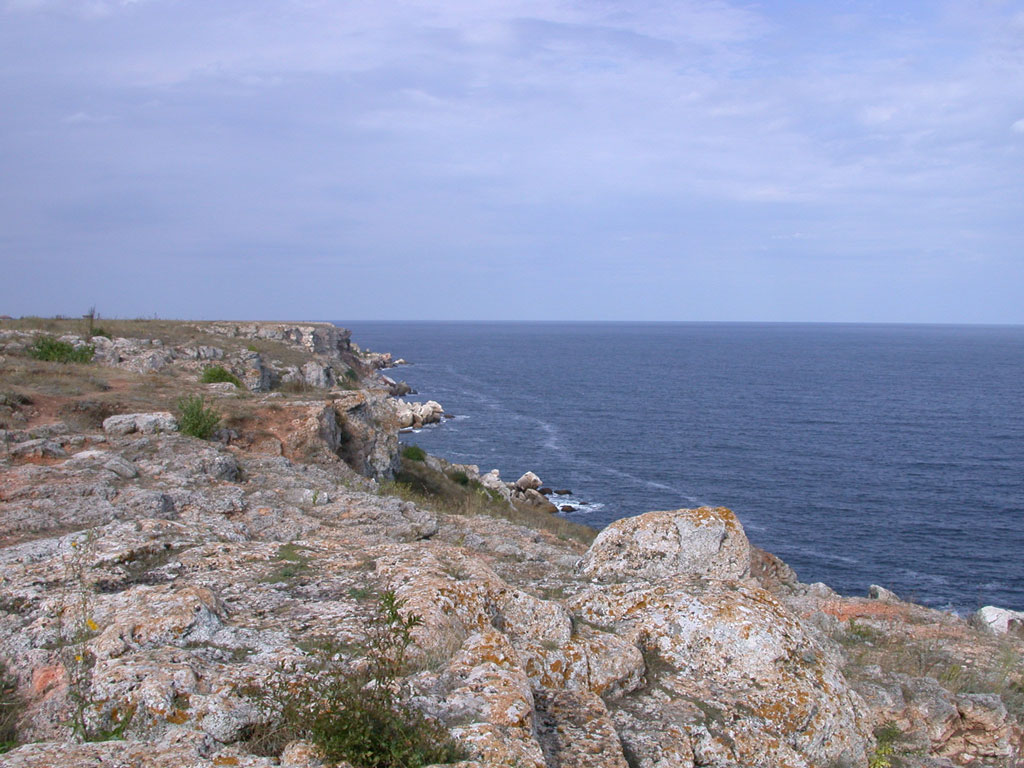
Берег моря біля Камен-Бряга
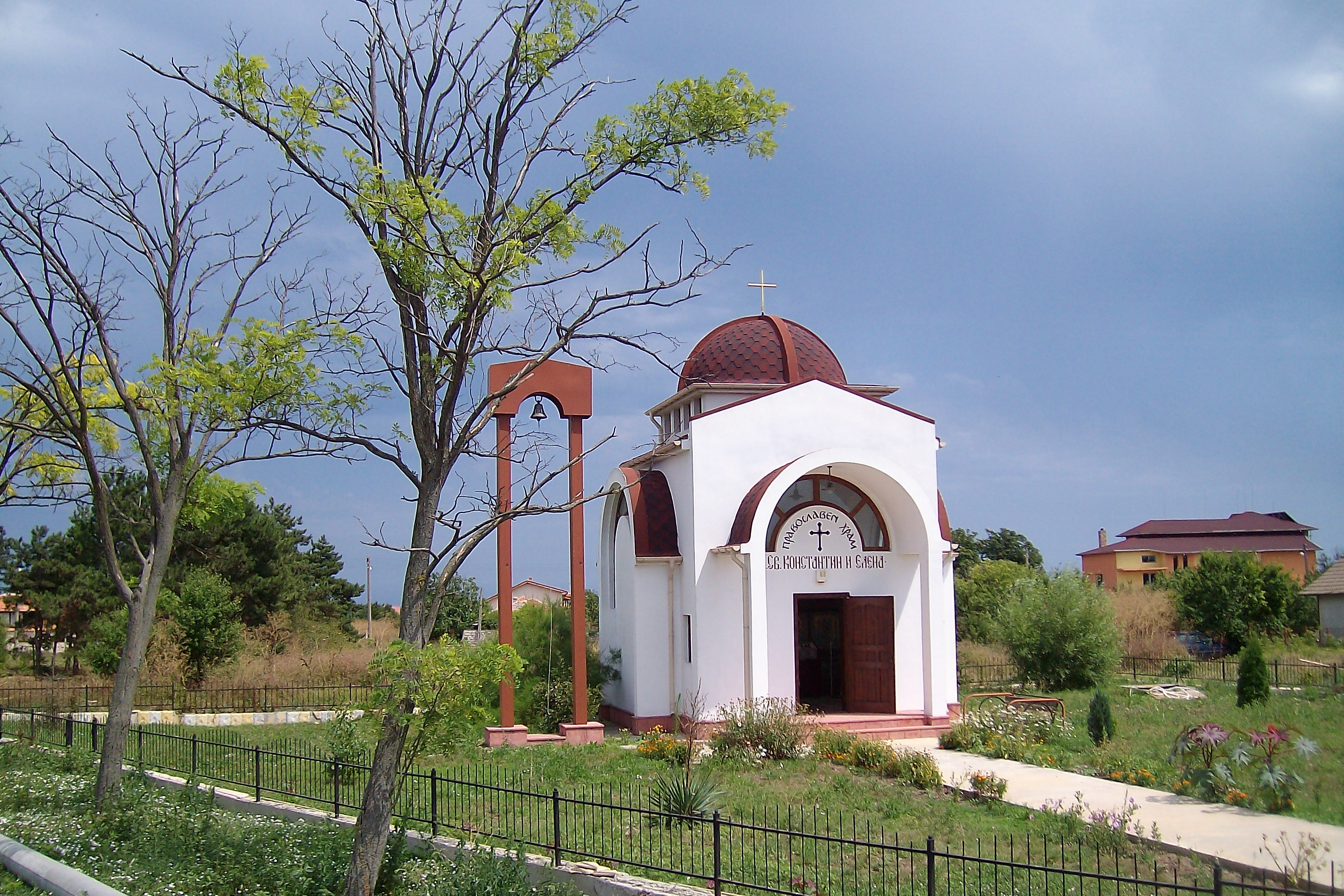
Церква Святих Костянтина й Олени